# Penaeoidea
Super-famille
Les Penaeoidea sont une super-famille de crustacés décapodes dont les représentants ressemblent à des crevettes (sans pourtant y être apparentées). On les commercialise souvent en France sous le nom espagnol de « gambas ».

## Exploitation commerciale
Ce groupe contient la plupart des espèces commerciales de « grandes crevettes » ou crevettes roses (prawns en anglais et gambas en espagnol), qui ne sont donc pas à proprement parler des crevettes (qui forment l'infra-ordre des Caridea). 
On y trouve par exemple la Crevette à pattes blanches (Penaeus vannamei), la Crevette géante tigrée (Penaeus monodon), la Crevette bleue (Penaeus stylirostris), la Crevette charnue (Penaeus chinensis), la Crevette impériale (Penaeus japonicus), la Crevette blanche des Indes (Penaeus indicus), ou encore la Crevette banane (Penaeus merguiensis).

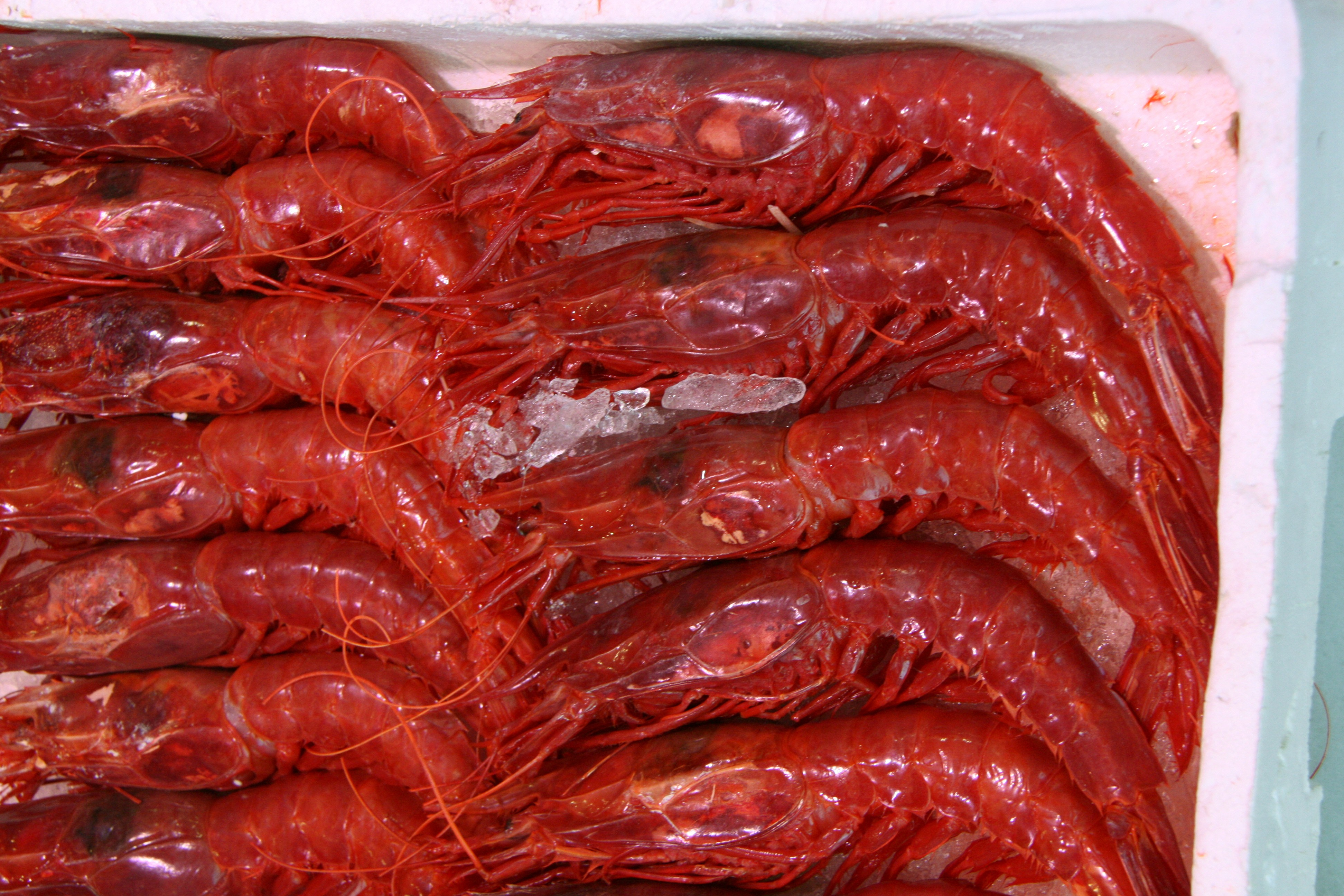
Aristaeopsis edwardsiana, une espèce commerciale d'Aristeidae
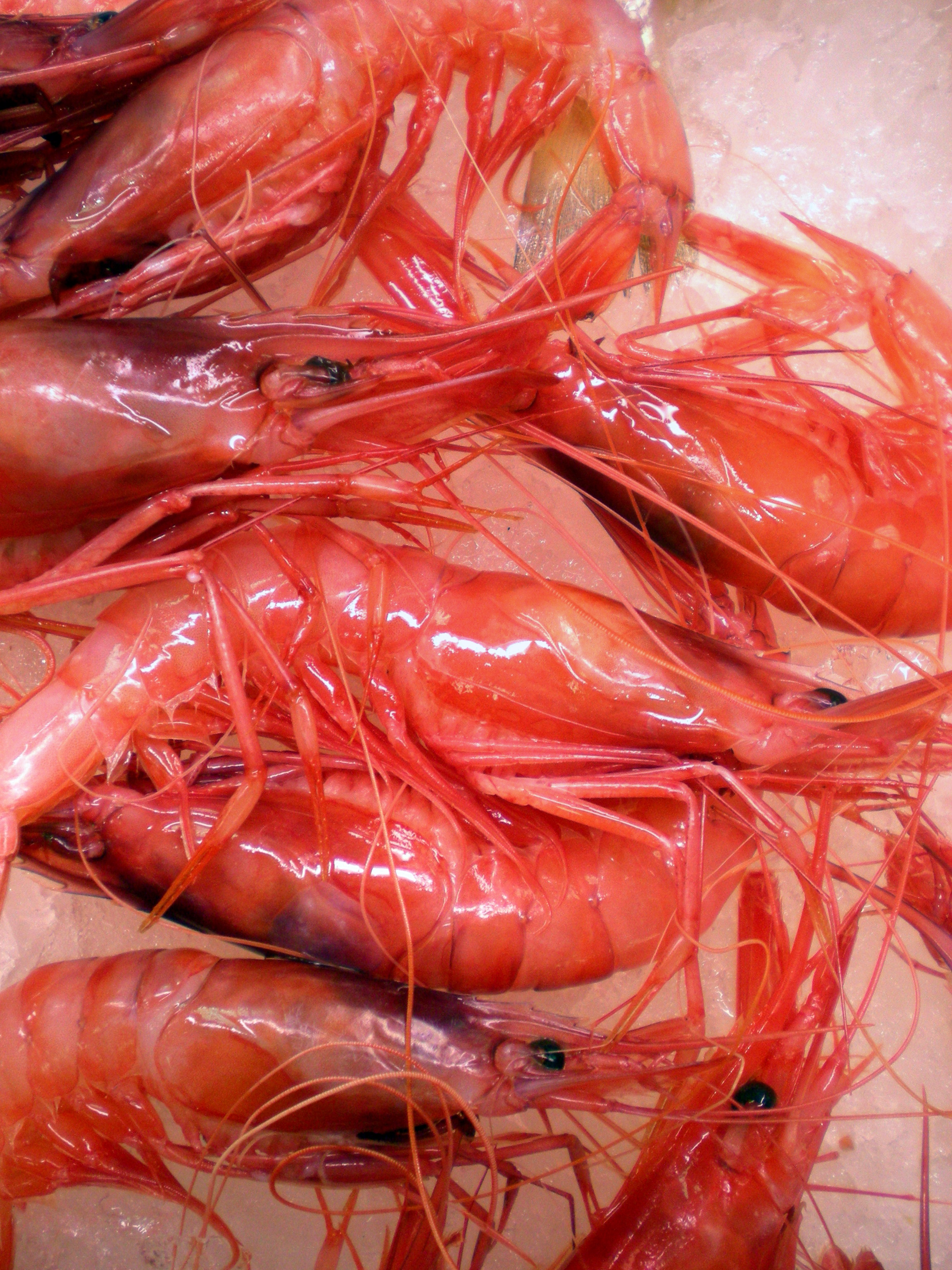
Aristeus antennatus, une Aristeidae commerciale
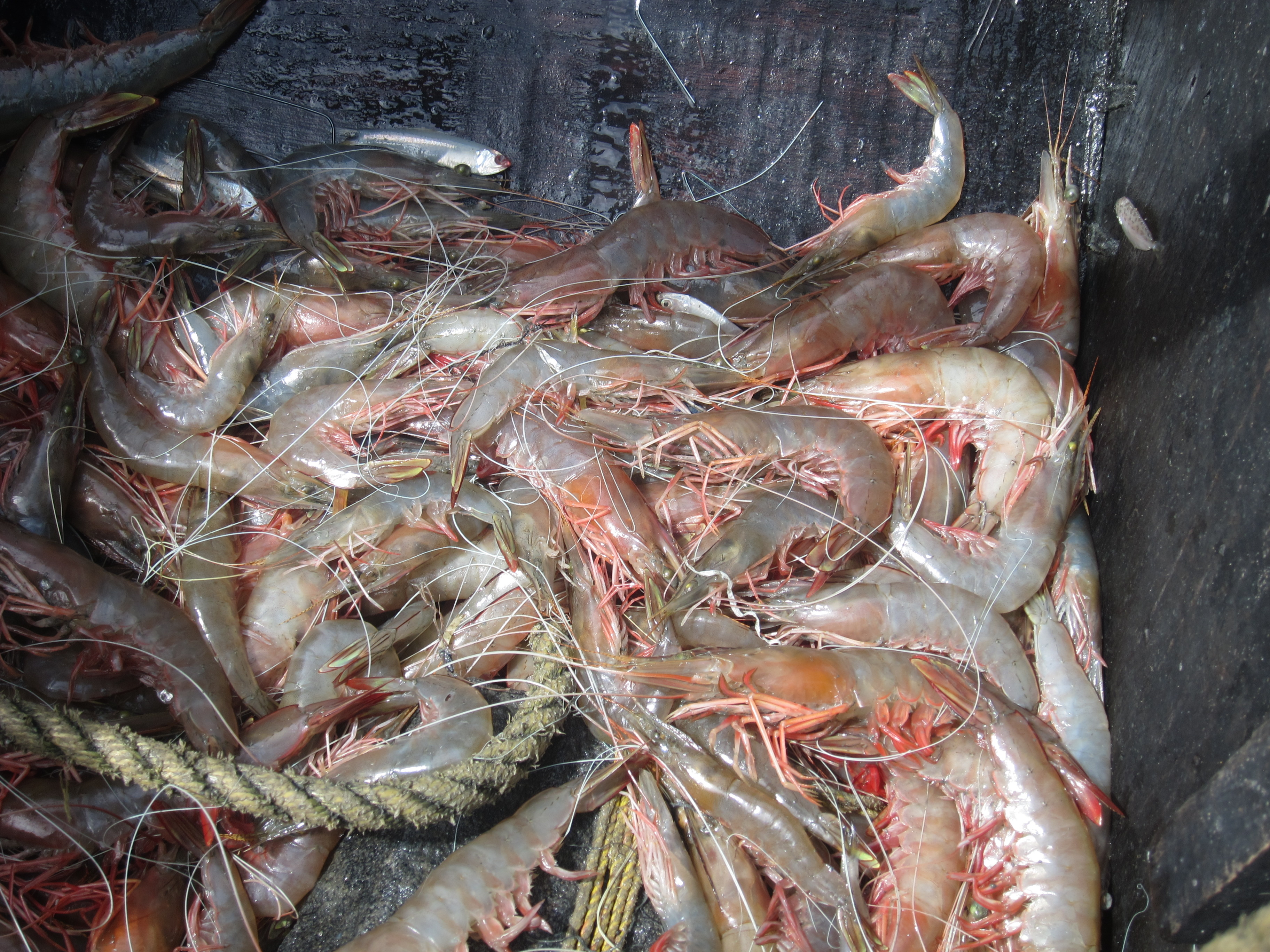
Fenneropenaeus indicus, une Penaeidae commerciale
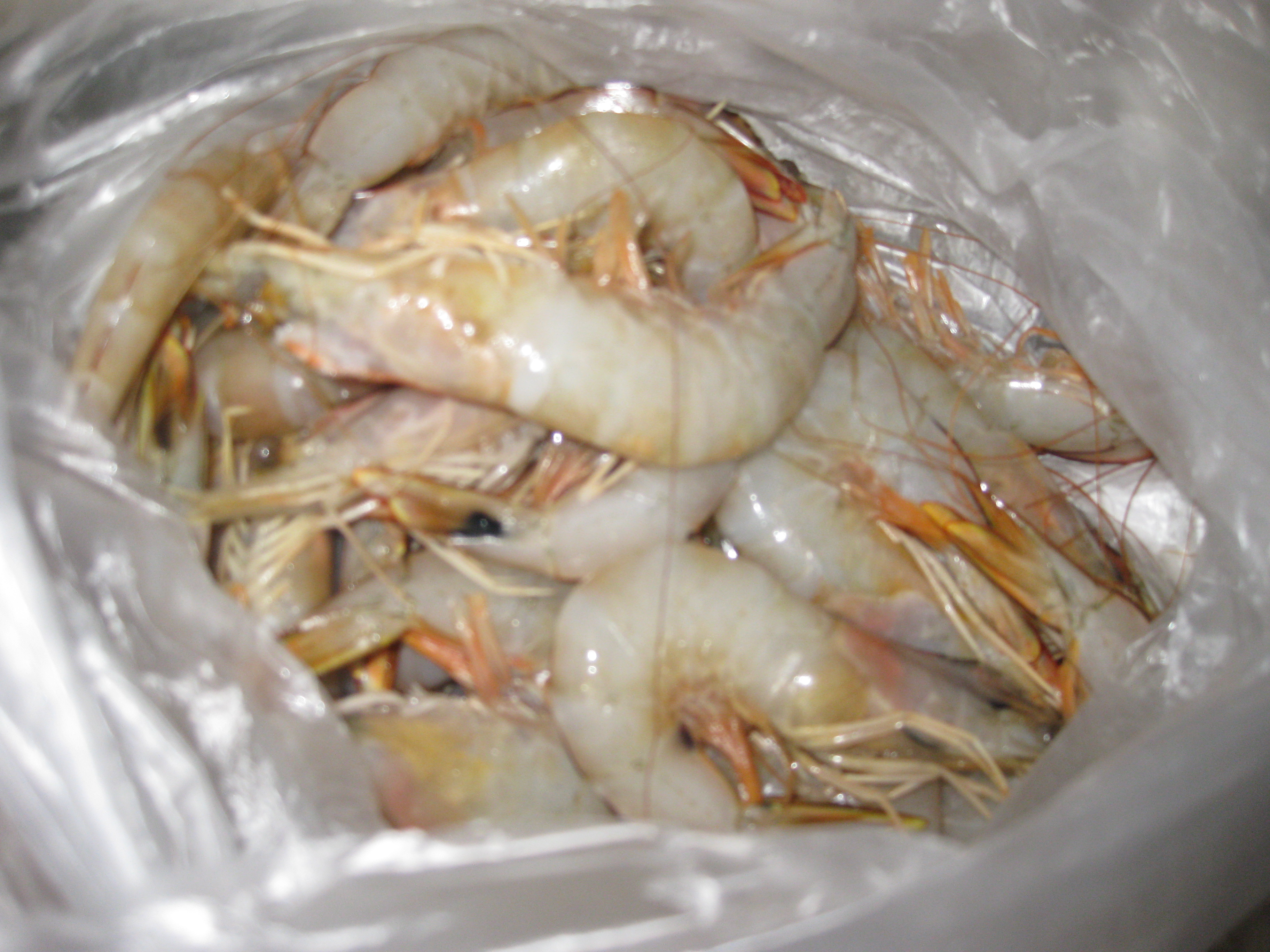
Fenneropenaeus merguiensis, une Penaeidae commerciale
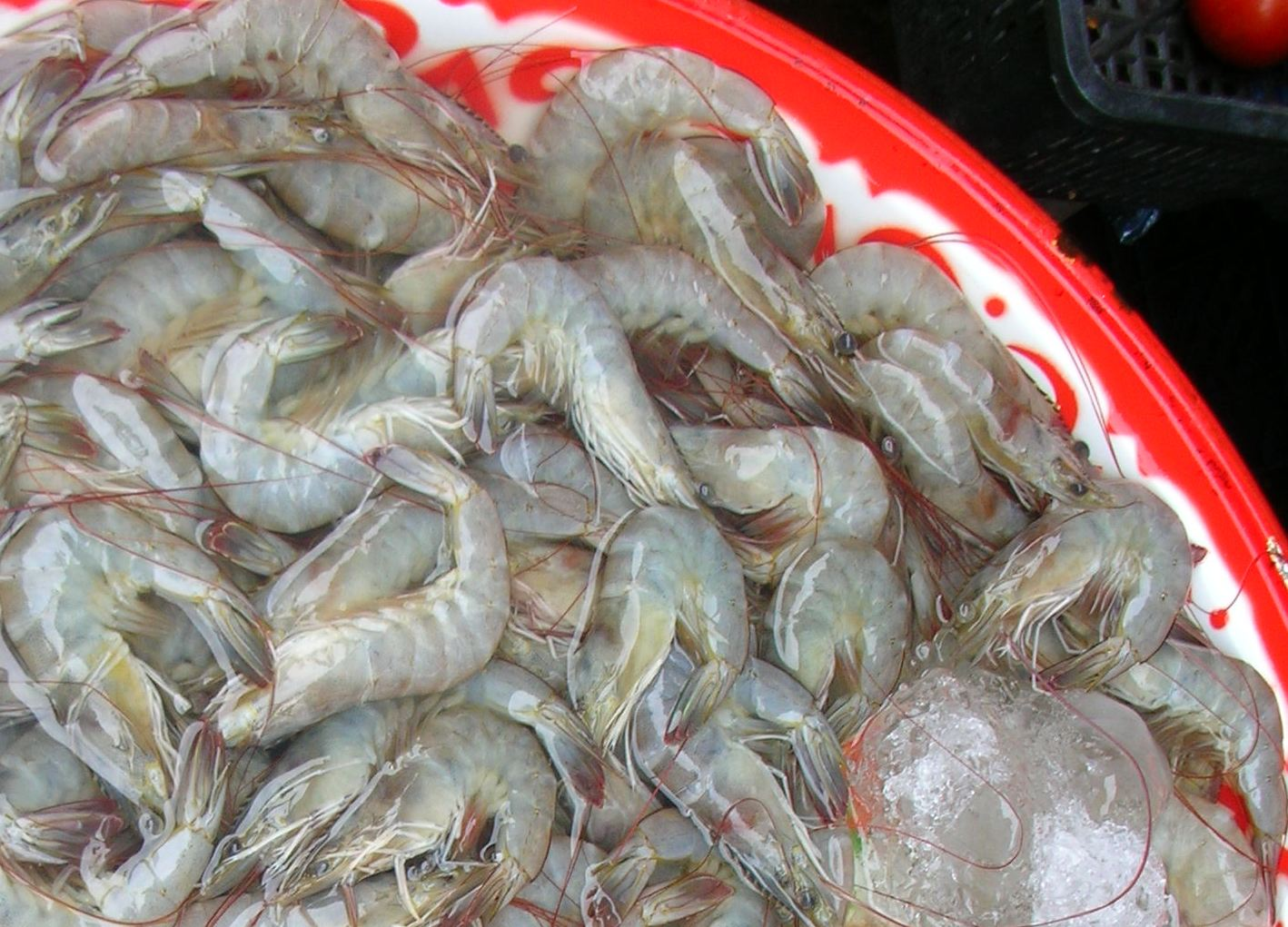
Litopenaeus vannamei, une Penaeidae commerciale
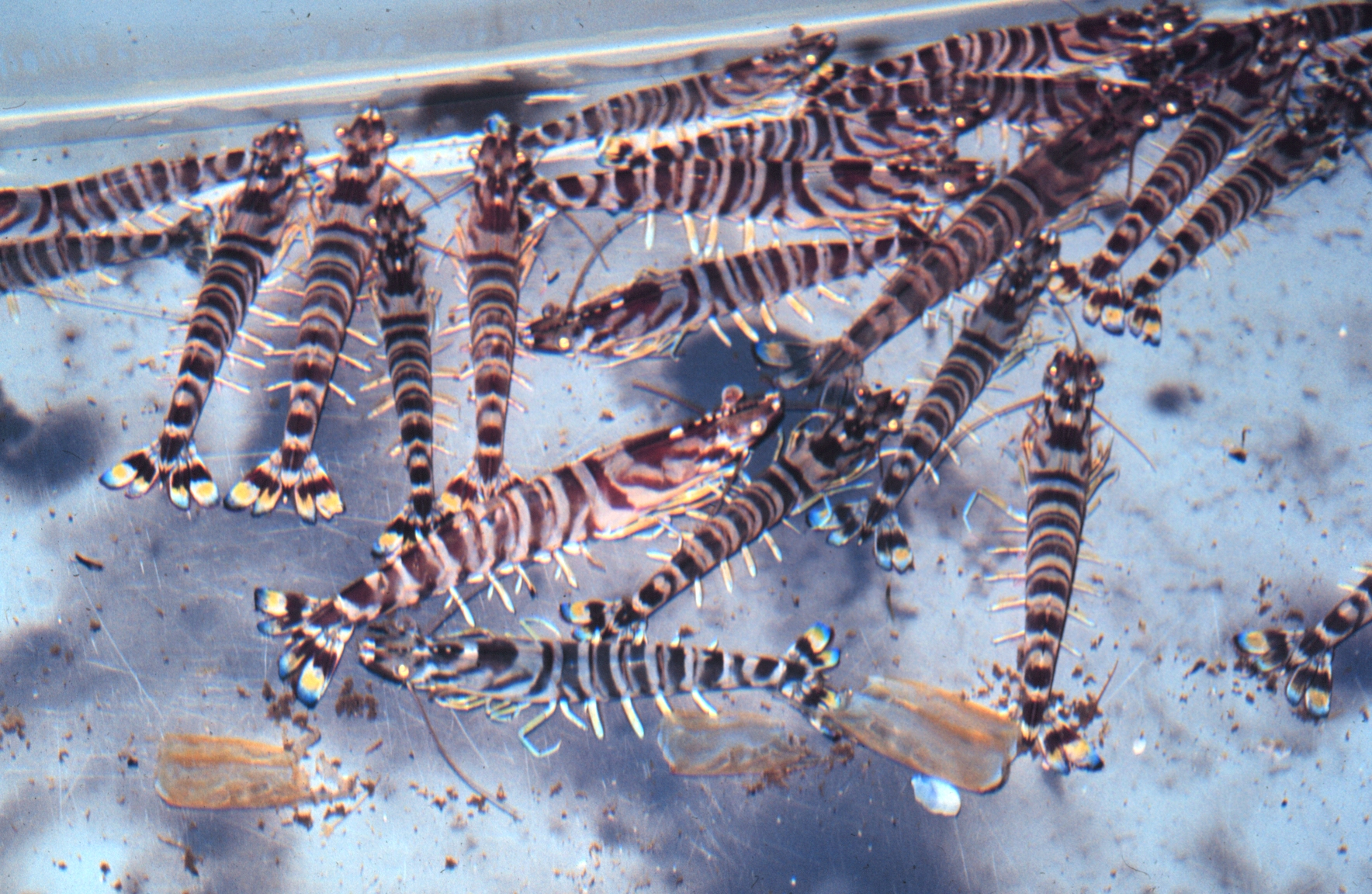
Marsupenaeus japonicus, une Penaeidae commerciale
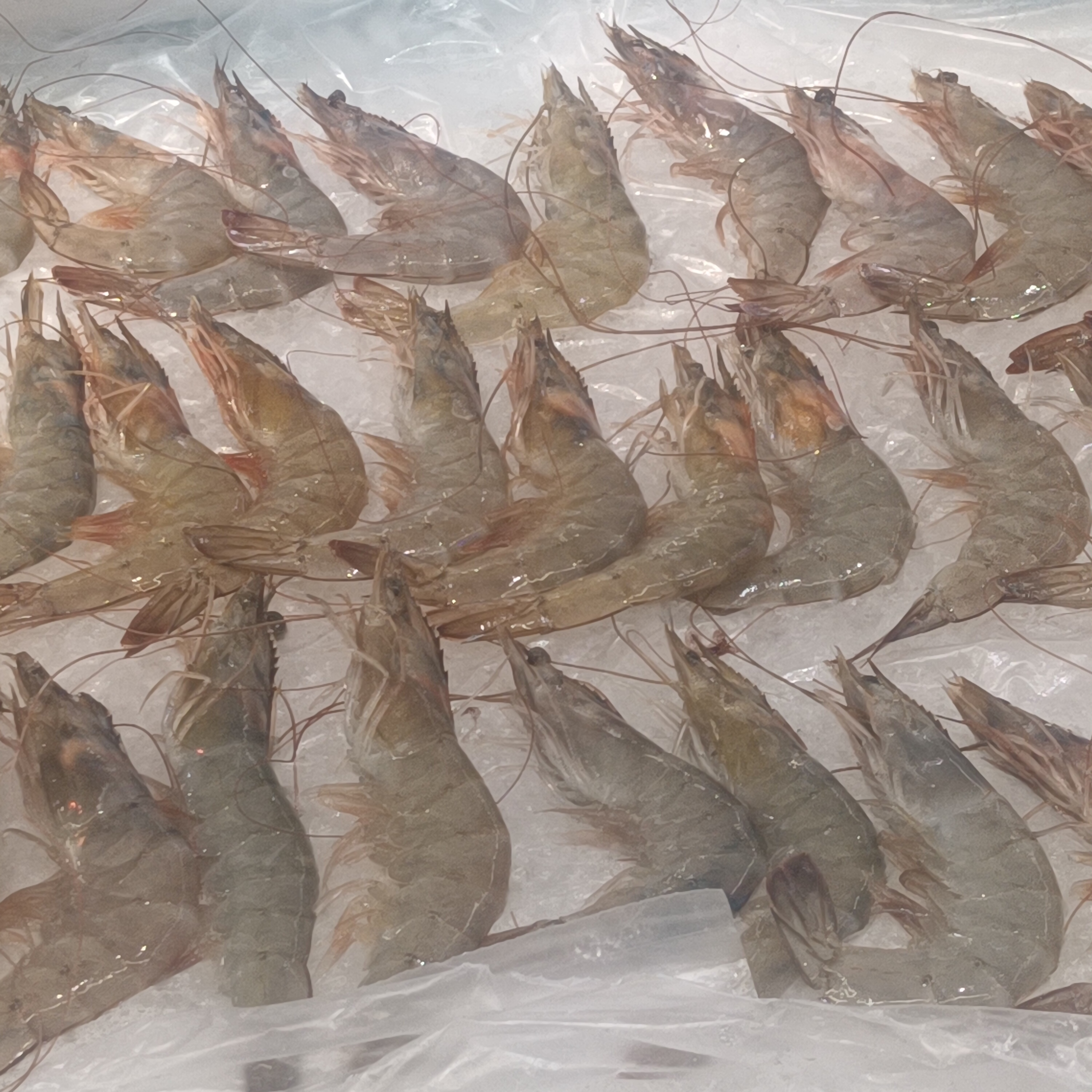
Penaeus chinensis, une Penaeidae commerciale
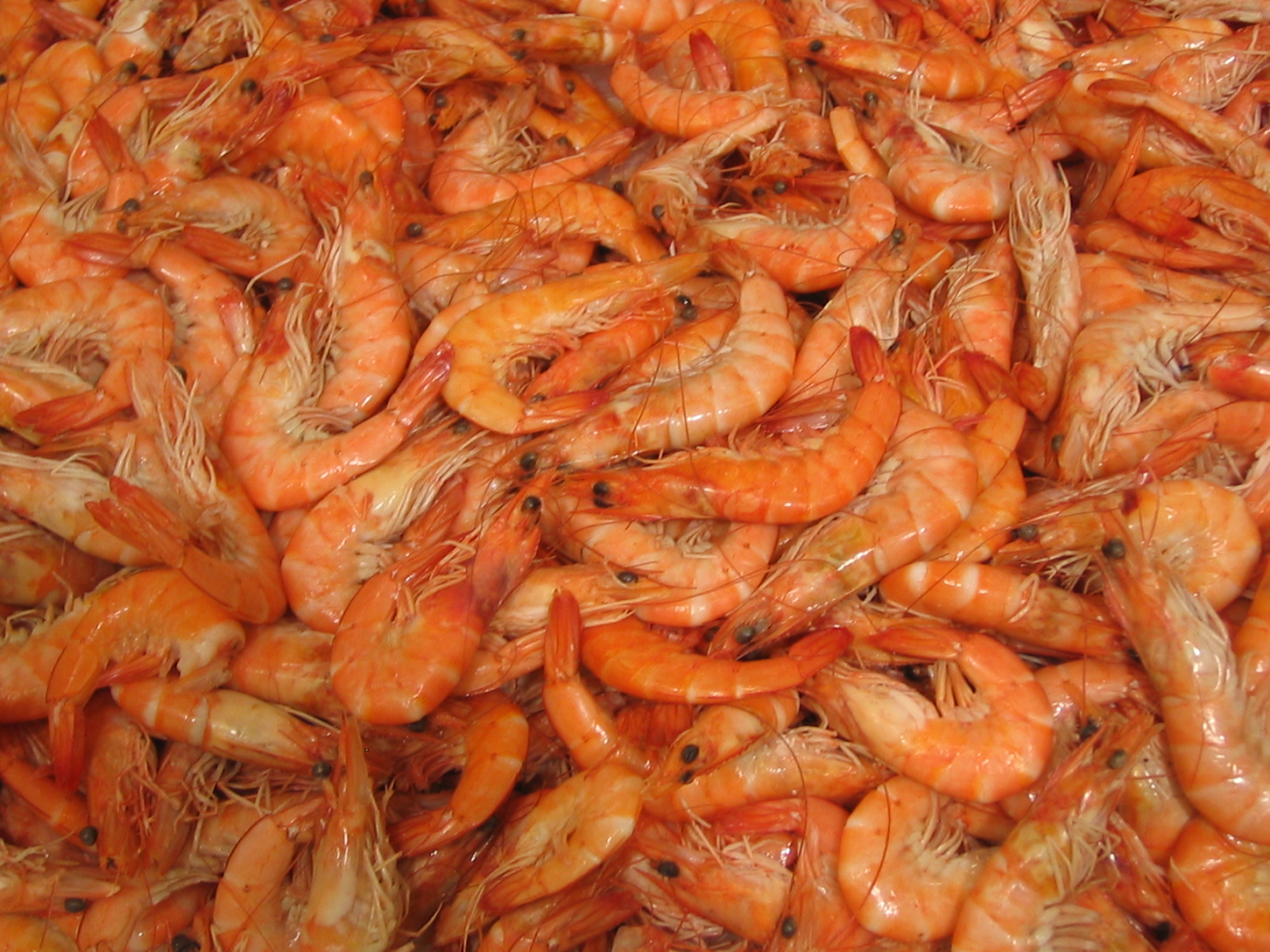
Penaeus kerathurus, une Penaeidae commerciale
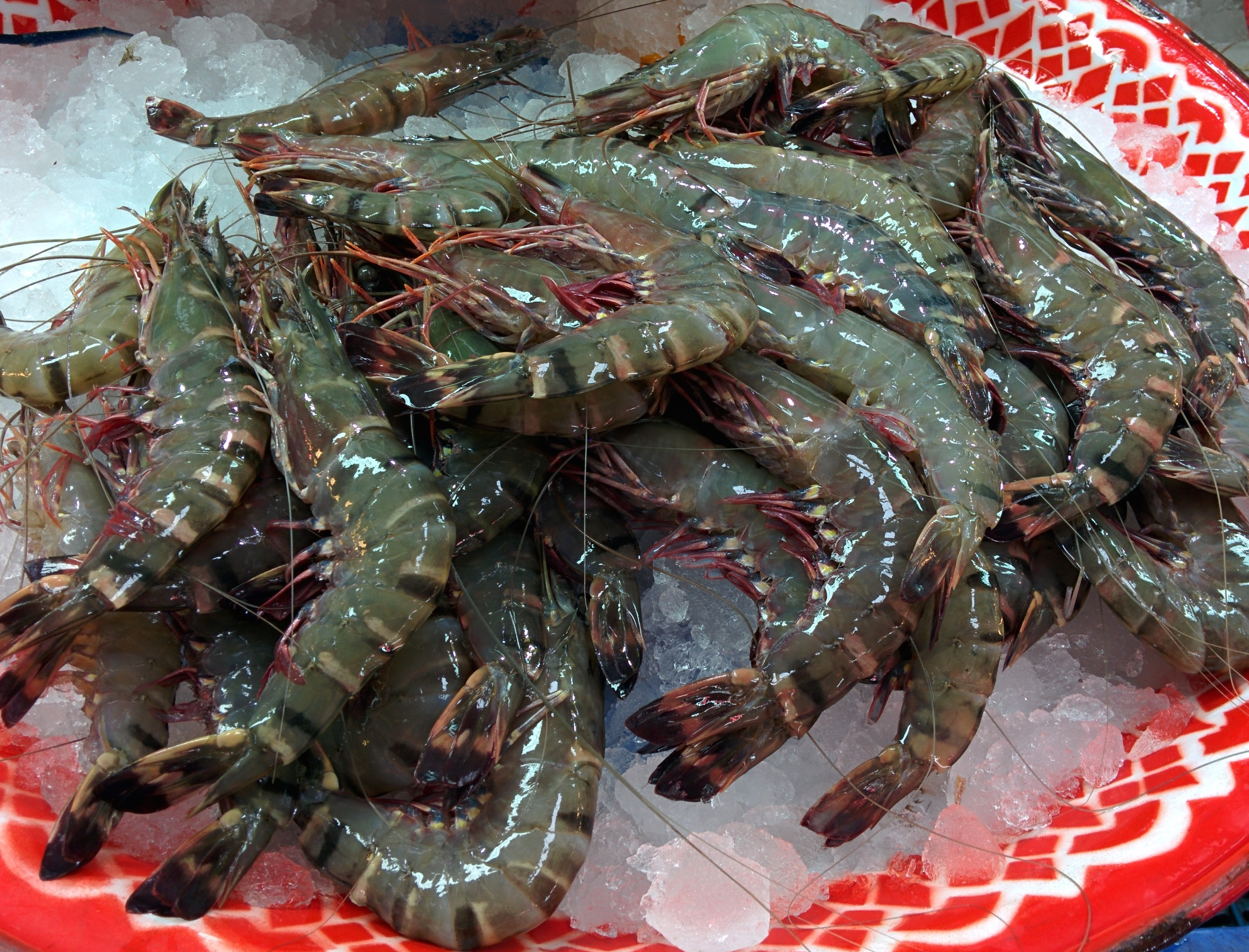
Penaeus monodon, une Penaeidae commerciale

## Liste des familles
Selon World Register of Marine Species (29 décembre 2018) :
- famille Aristeidae Wood-Mason in Wood-Mason & Alcock, 1891
- famille Benthesicymidae Wood-Mason in Wood-Mason & Alcock, 1891
- famille Penaeidae Rafinesque, 1815
- famille Sicyoniidae Ortmann, 1898
- famille Solenoceridae Wood-Mason in Wood-Mason & Alcock, 1891
- autres Penaeoidea incertae sedis

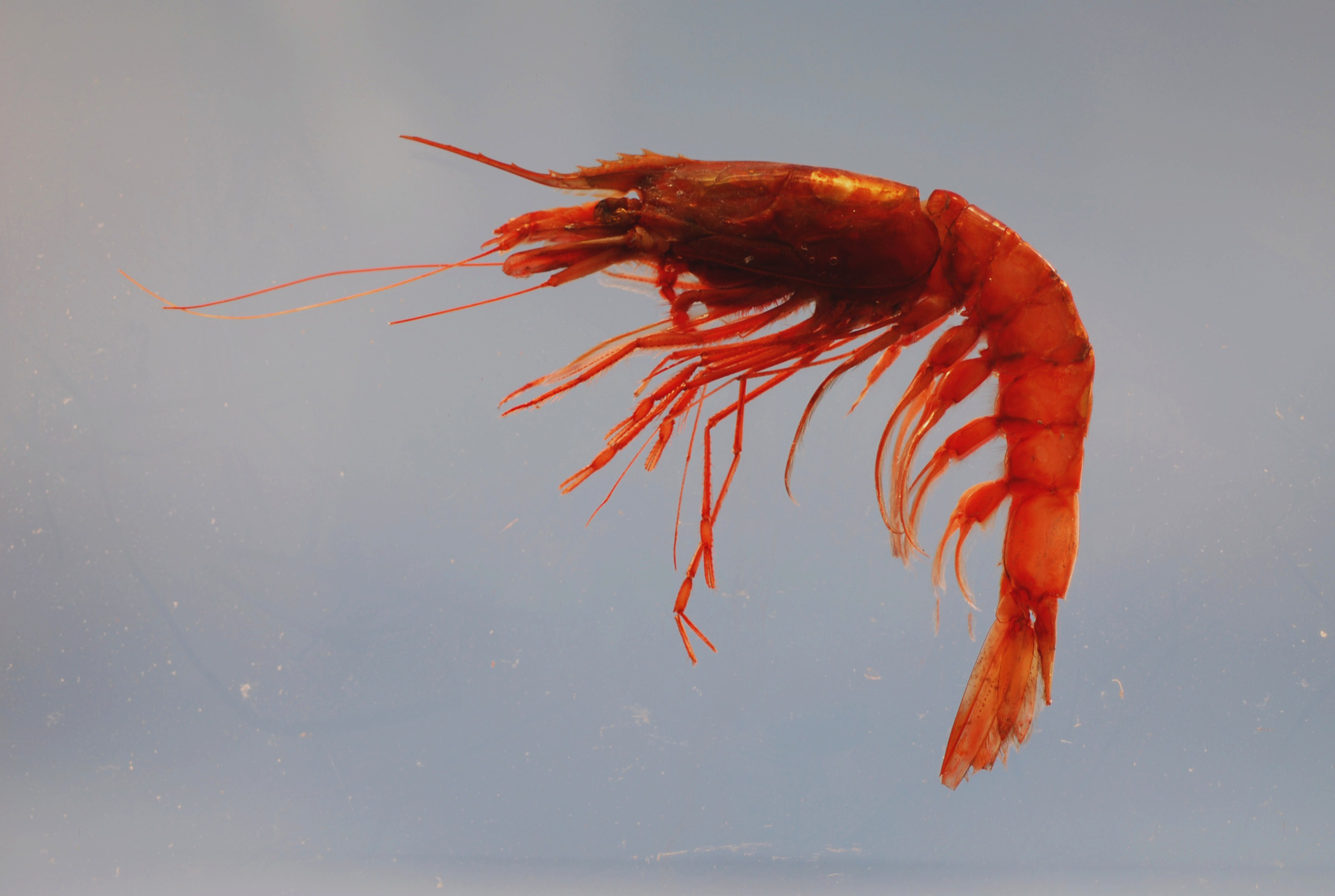
Aristaeomorpha foliacea, une Aristeidae
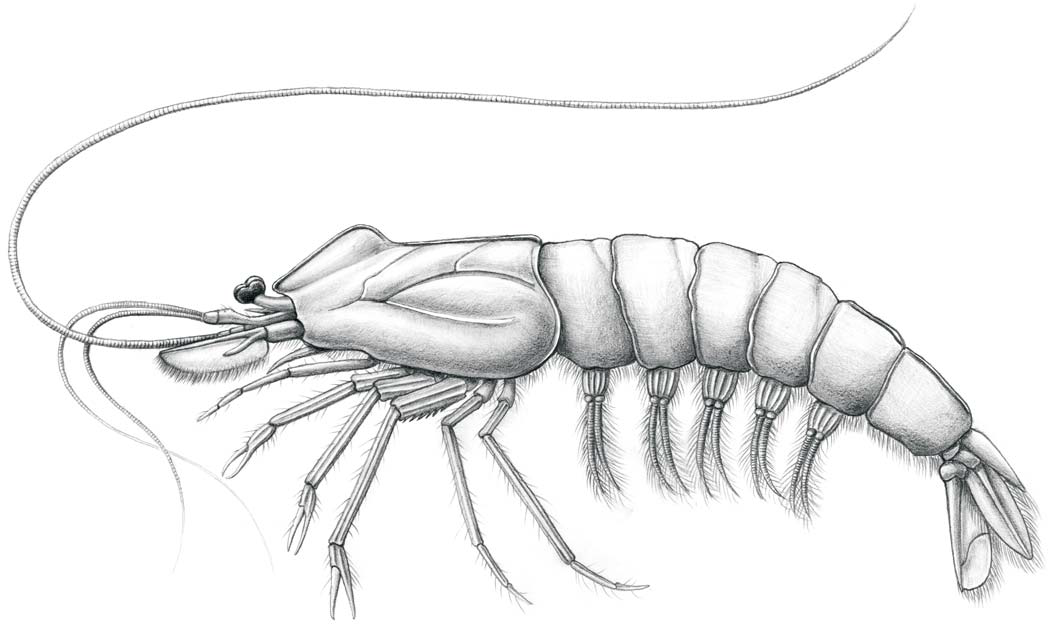
Palaeobenthesicymus libanensis, une Benthesicymidae
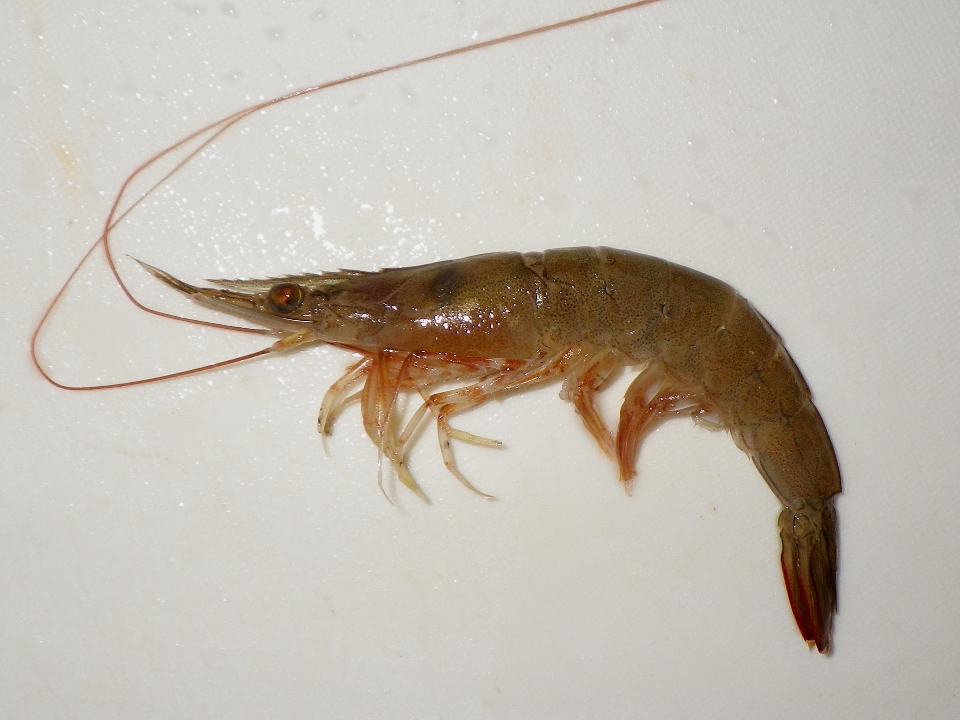
Metapenaeus ensis, une Penaeidae
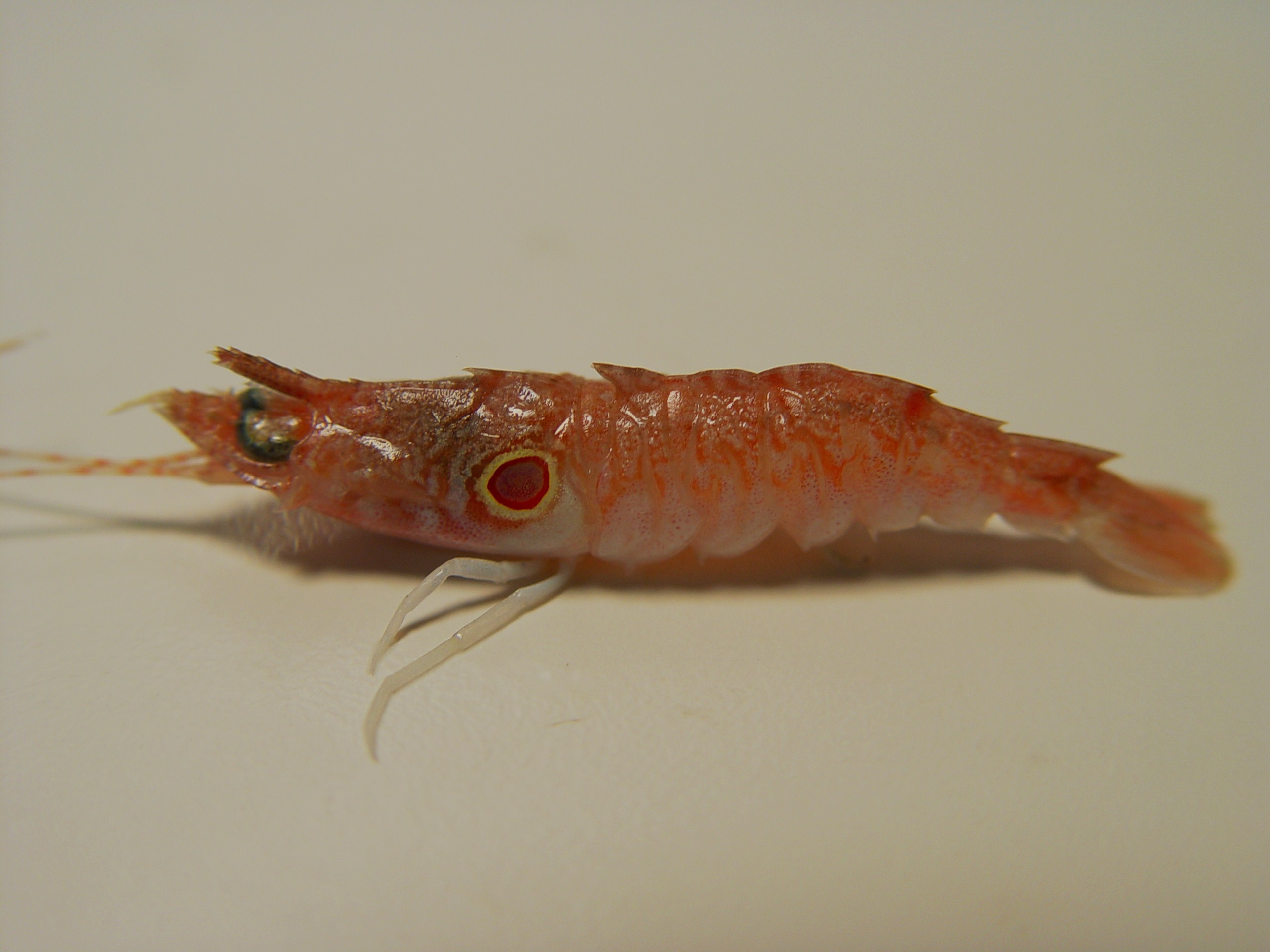
Sicyonia burkenroadi, une Sicyoniidae
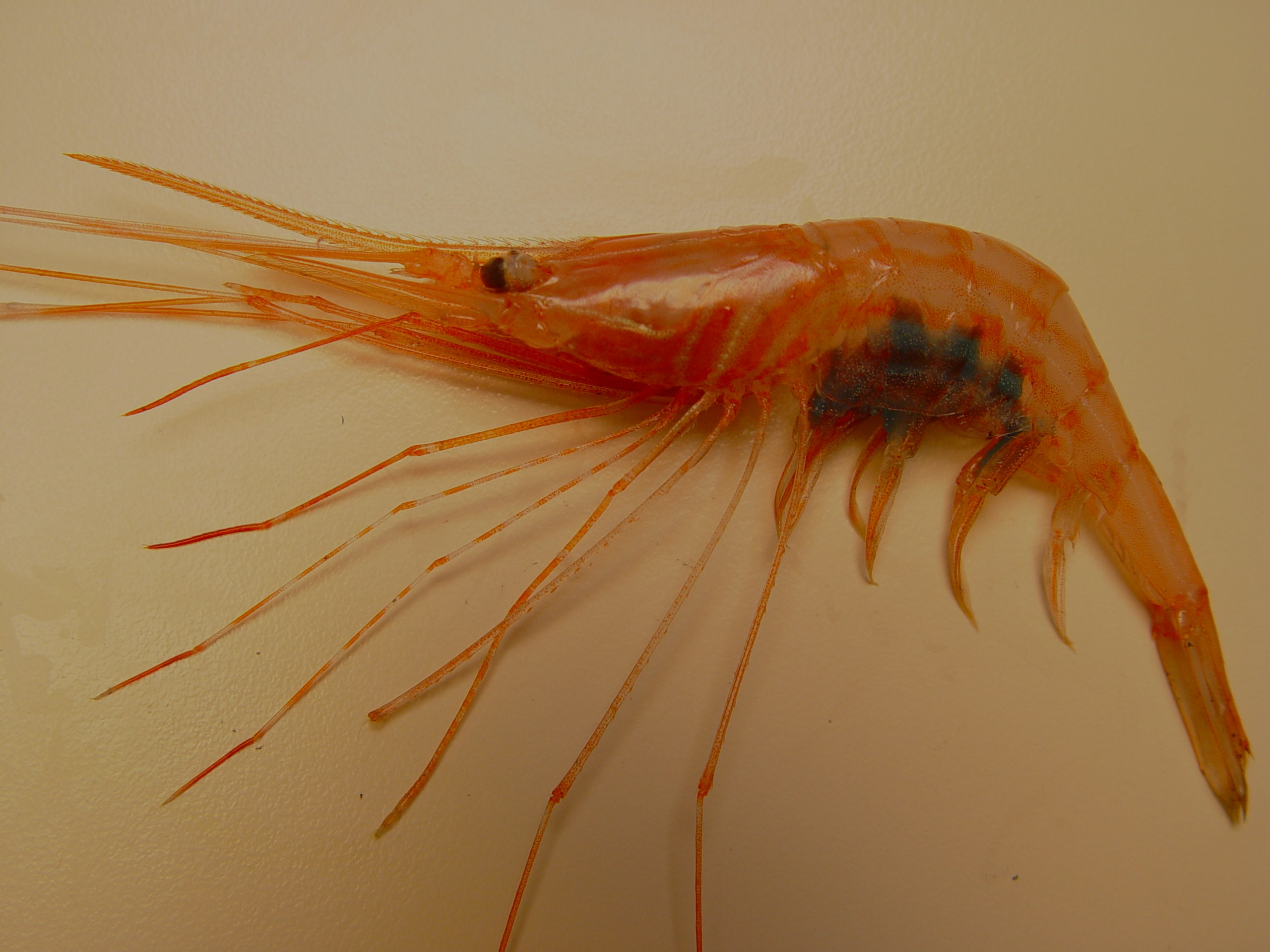
Pleoticus robustus, une Solenoceridae
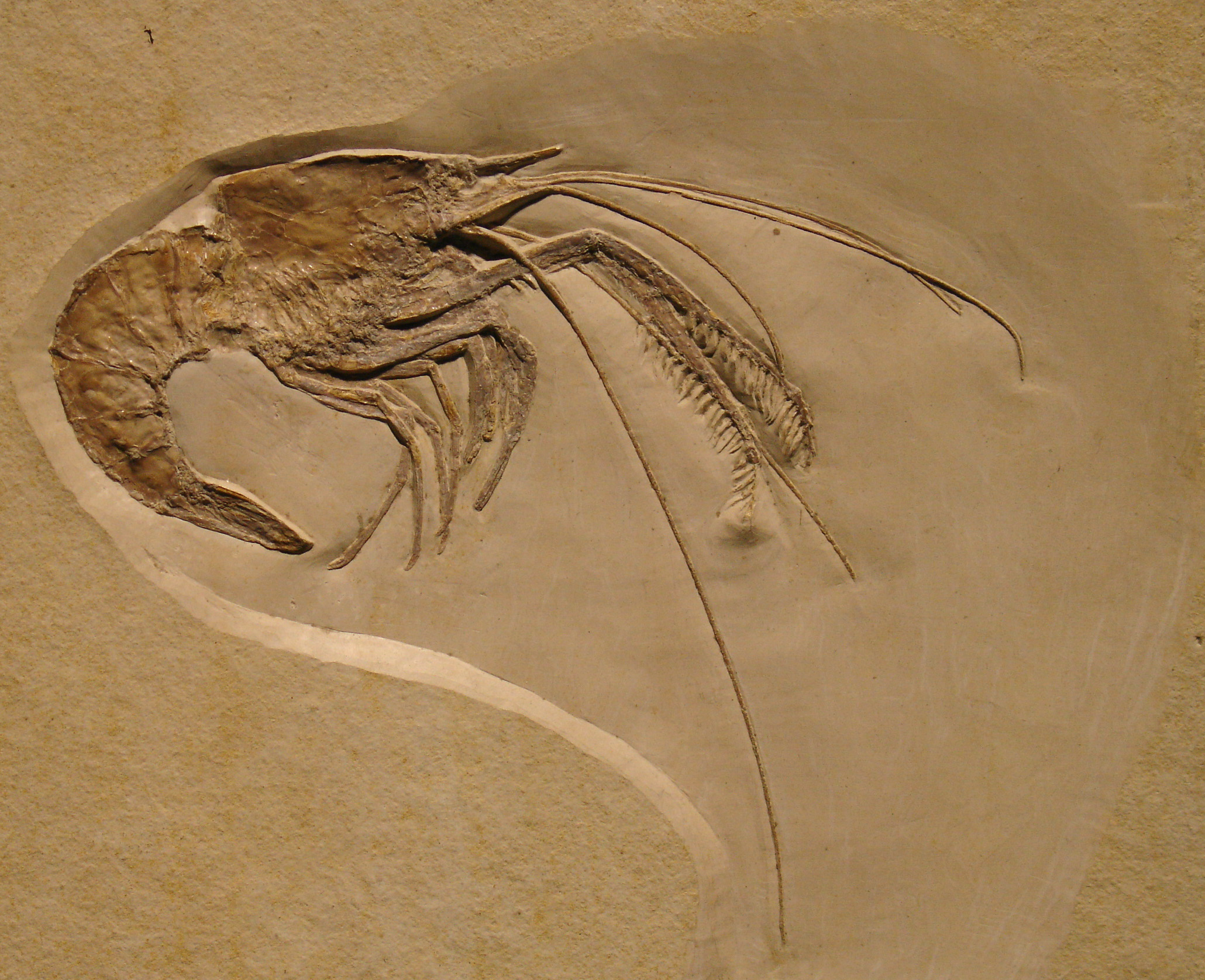
Aeger elegans, une espèce fossile.